# بژوسکووولا
بژوسکووولا (به لهستانی:  Brzuskowola) یک روستا در لهستان است که در گمینا بوروویه واقع شده‌است.